# Kristian Levring
Kristian Levring (Copenaghen, 9 maggio 1957) è un regista e sceneggiatore danese.
È uno dei fondatori di Dogma 95. Nel 2000 il suo film Il re è vivo è stato presentato nella sezione Un Certain Regard della 53ª edizione del Festival di Cannes.

## Filmografia parziale
- Et skud fra hjertet (1986)
- Il re è vivo (The King is Alive) (2000)
- D-dag (2000) (film per la televisione)
- D-dag - Carl (2000) (film per la televisione)
- D-dag - Den færdige film (2001) (film per la televisione)
- Quando verrà la pioggia (The Intended) (2002)
- Den du frygter (2009)
- The Salvation (2014)